# Jerry Kramsky
Jerry Kramsky, pseudonimo di Fabrizio Ostani (Voghera, 1953), è un fumettista e scrittore italiano.
Opera principalmente nel campo delle graphic novel e della letteratura per bambini. Amico e collaboratore di Lorenzo Mattotti, insieme hanno realizzato libri e lavori a fumetti.

## Biografia
Dopo aver conseguito la maturità scientifica, ha continuato a studiare e svolto lavori diversi, dedicando tempo alle sue attività preferite, fra cui raccontare storie scrivendo e disegnando.
Nel 1983, con Lorenzo Mattotti, Giorgio Carpinteri, Daniele Brolli, Marcello Jori e Igort, è stato tra i fondatori di Valvoline, “uno dei collettivi di fumettisti le cui opere hanno segnato una svolta importante e significativa nel fumetto italiano dei primi anni Ottanta”, pubblicando per qualche tempo su Linus l’inserto autogestito Alter.
Insieme all’amico Lorenzo Mattotti, ha pubblicato libri a fumetto in Italia e all’estero, tra cui Doctor Nefasto, La zona fatua, Labirinti, Jekyll & Hyde (Eisner Award 2003), e Ghirlanda (premio Gran Guinigi alla miglior graphic novel 2017), “una storia fantasmagorica caratterizzata da un dinamico flusso di segni in bianco e nero, da un'atmosfera favolosa e da un’esperienza di lettura inebriante”.
La collaborazione con Lorenzo Mattotti include anche storie per bambini, come la serie dei Pittipotti, uscita dapprima a puntate sul Corriere dei Piccoli e poi raccolta in volumi da Orecchio Acerbo.
Jerry Kramsky ha inoltre scritto due romanzi illustrati per bambini, Quando SuperTrippa cercò di conquistare la Terra e La stanza delle ombre malvagie (Gallucci), e nel 2022 il libro a fumetti La storia di Cinghial Otto e di Camilla Piumata (#logosedizioni).

## Opere

### Fumetti
- Il signor Spartaco, Milano libri 1985 (illustrazioni di Lorenzo Mattotti)
- Doctor Nefasto, Granata 1991 (illustrazioni di Lorenzo Mattotti)
- La zona fatua, Granata 1993, #logosedizioni 2019 (illustrazioni di Lorenzo Mattotti)
- Labirinti, Hazard 1997, #logosedizioni 2021 (illustrazioni di Lorenzo Mattotti)
- Il santo coccodrillo, Corraini, 1998 (illustrazioni di Lorenzo Mattotti)
- Jekyll & Hyde, Einaudi, 2002 (liberamente tratto dall'opera di Robert Louis Stevenson, illustrazioni di Lorenzo Mattotti)
- Ghirlanda, #logosedizioni, 2017 (illustrazioni di Lorenzo Mattotti)
- La storia di Cinghial Otto e di Camilla Piumata, #logosedizioni 2022 (illustrazioni dell’autore)

### Libri illustrati
- La serie dei Pittipotti, Orecchio acerbo (illustrazioni di Lorenzo Mattotti)
- Il sole lunatico, Gallucci, 2007  (illustrazioni di Lorenzo Mattotti)
- La stanza delle ombre malvagie, Gallucci, 2010 (illustrazioni dell'autore)

## Premi
- Eisner Award (2003) per la migliore edizione statunitense di materiale straniero con Jekyll & Hyde
- Premio Gran Guinigi (2017) per la miglior graphic novel con Ghirlanda